# Silvia Weiskopf
Silvia Weiskopf (* 6. Februar 1980 in Mainz) ist eine deutsche Schauspielerin.

## Leben
Silvia Weiskopf studierte von 2002 bis 2005 an der Schauspielschule Bochum, welche der Folkwang Universität der Künste in Essen angegliedert ist. Erste Bühnenerfahrungen sammelte sie am Schauspielhaus in Bochum und am Schauspielhaus Zürich. Im Jahr 2005 wurde ihr bei dem Theatertreffen deutschsprachiger Schauspielstudierender in Frankfurt am Main der Solopreis für die beste Darstellerin als Hermia in William Shakespeares Ein Sommernachtstraum zuerkannt. Von 2006 bis 2008 war sie Ensemblemitglied des Schauspiel Leipzig und von 2008 bis 2010 folgte ein Engagement an das Theater Bielefeld. Mit der Spielzeit 2010/2011 gehört Silvia Weiskopf dem Ensemble am Schauspiel Essen an und verkörperte dort unter anderem die Sozialarbeiterin Silvia in Kaspar Häuser Meer und den Peter Pan in dem gleichnamigen Bühnenstück Peter Pan von James Matthew Barrie.
Silvia Weiskopf wirkte in einigen Film- und Fernsehproduktionen mit. Darunter befanden sich neben einigen Kurzfilmen auch zwei Folgen der Fernsehreihe Tatort. In Kaltes Herz spielte sie in dem „Kölner Tatort“ neben Klaus J. Behrendt und Dietmar Bär die Bettina Lindner und in dem ersten „Dortmunder Tatort“ Alter Ego war sie in der Rolle der Laura Polatschek zu sehen.

## Filmografie (Auswahl)
- 2008: Lilli (Kurzfilm)
- 2008: Kirschblüte (Kurzfilm)
- 2008: Pferdepaul (Kurzfilm)
- 2008: Anfang von Anfang an (Kurzfilm)
- 2010: Tatort – Kaltes Herz (Fernsehreihe)
- 2011: So fern, so nah (Kurzfilm)
- 2012: Tatort – Alter Ego